# إذاعة القرآن الكريم (الجزائر)
إذاعة القرآن الكريم هي إذاعة جزائرية تقوم بتقديم برامج دينية مختلفة كالدروس و المواعظ تلاوات للقرآن الكريم.

## وصلات خارجية
- تطبيق إذاعة القرآن الكريم على أندرويد
- قائمة الإذاعات المحلية بالجزائر
- الموقع الرسمي لإذاعة القرآن الكريم
- شبكة الإذاعات الجهوية

قالب:إذاعات جزائرية